# カズキヨネ
カズキ ヨネ（10月18日 - ）は、日本のイラストレーター、原画家。埼玉県出身。星座は天秤座、血液型はO型。
原画では主にアイディアファクトリー（オトメイト）作品を中心に活動している。
イラスト制作は主に「SAI」と「Photoshop」を使用しているので、後に「CLIP STUDIO PAINT（クリスタ）」も使い始めた。

## 作品リスト

### ゲーム原画
- 蒼のままで……
- 俺がオマエを守る
- 神々の悪戯
- 薄桜鬼 〜新選組奇譚〜
  - 薄桜鬼 随想録
  - 薄桜鬼 遊戯録
  - 薄桜鬼 黎明録
  - 薄桜鬼ポータブル
- 緋色の欠片シリーズ
  - 緋色の欠片
  - 緋色の欠片 〜あの空の下で〜
  - 緋色の欠片 〜あかねいろの追憶〜
  - 翡翠の雫 緋色の欠片2
  - 真・翡翠の雫 緋色の欠片2
- ふしぎ遊戯 玄武開伝〜鏡の巫女〜
- 星の降る刻
- 闇夜にささやく〜探偵 相楽恭一郎〜
- ロスト・アヤ・ソフィア
- 一血卍傑（一部）
- 殺し屋とストロベリー

### キャラクター原案
ゲーム
- 華鬼 〜恋い初める刻 永久の印〜
- 華鬼 〜夢のつづき〜
- 蒼黒の楔 緋色の欠片3

テレビアニメ
- 緋色の欠片
- 薄桜鬼
- ノブナガ・ザ・フール（舞台版ではキャラクターデザイン）

その他
- 秘密アパート、入居者募集してません!（キャラクターデザイン[4]）
- マガツノート

### 小説挿絵・装画
- 華鬼 1〜4（著：梨沙、レガロシリーズ）
- 華鬼 終焉とはじまりの乙女（著：梨沙、レガロシリーズ）
- 緋色の欠片 -壱〜参-（著：水澤なな、B's-LOG文庫）
- 眠れない悪魔と鳥籠の歌姫（著：瑞山いつき、一迅社文庫アイリス）
- モーテ（著：縹けいか、MF文庫J）
- ヤタガラス（著：豊田巧、創芸社クリア文庫）
- 薔薇十字叢書 石榴は見た 古書肆京極堂内聞（著：三津留ゆう、講談社X文庫ホワイトハート）
- 破滅の刑死者（著：吹井賢、メディアワークス文庫）
- 陰陽師と天狗眼―巴市役所もののけトラブル係―（著：歌峰由子、ことのは文庫）
- 犯罪社会学者・椥辻霖雨の憂鬱（著：吹井賢、メディアワークス文庫）
- 執事の本棚は騒がしい 風見七士と数奇な図書館（著：半田畔、富士見L文庫）

### 画集ほか
- カズキヨネ画集 斬華（エンターブレイン、2008年2月7日初版発行）ISBN 978-4-7577-4049-5
- 薄桜鬼-新選組奇譚-公式イラストブック〜百花繚乱〜（アスキー・メディアワークス、2009年3月10日発売）ISBN 978-4-04-867515-4
- 薄桜鬼 原画集（一二三書房、2009年7月31日初版発行）ISBN 978-4-89199-031-2
- 薄桜鬼 随想録 原画集（一二三書房、2010年1月29日初版発行）ISBN 978-4-89199-039-8
- 薄桜鬼 公式物語絵巻〜桜花風塵〜（アスキー・メディアワークス、2010年3月26日初版発行）ISBN 978-4-04-868491-0
- カズキヨネイラストBOOK2010 薄桜鬼 黎明録（電撃Girl's Style 2010年5月号付録）
- 薄桜鬼ポスターBOOK（電撃Girs'Style 2010年7月号付録）
- 薄桜鬼 黎明録 プレミアムブック（電撃Girl'sStyle 2010年11月号付録）
- 薄桜鬼 黎明録 原画集（一二三書房、2011年2月14日初版発行）ISBN 978-4-89199-051-0
- 薄桜鬼 カズキヨネ 電撃Girl'sStyle表紙画集 小桜綴（アスキー・メディアワークス、2011年3月6日発売）
- カズキヨネ複製原画箱「avarus」（マッグガーデン、2011年8月10日発売）ISBN 978-4-86127-872-3
- 薄桜鬼 原画集 追想絵巻（一二三書房、2011年8月10日初版発行）ISBN 978-4-89199-067-1
- 薄桜鬼 SECRET BOOK（電撃Girl'sStyle 2011年9月号）
- 薄桜鬼 原画集 追想絵巻 弐巻（一二三書房、2012年12月21日初版発行）ISBN 978-4-89199-132-6
- ノブナガ・ザ・フール カズキヨネデザインワークス（一迅社、2014年9月2日発売）ISBN 978-4-7580-1400-7

### ファンブック
- 緋色の欠片 公式ビジュアルファンブック（エンターブレイン、2006年10月2日発売）ISBN 4-7577-2944-8
- 緋色の欠片〜あの空の下で〜 公式ガイドブック（エンターブレイン、2007年3月7日発売）ISBN 978-4-7577-3402-9
- 翡翠の雫 緋色の欠片2 公式ビジュアルファンブック（エンターブレイン、2007年10月10日初版発行）ISBN 978-4-7577-3786-0

### 技法書
- コミック イラストレーション ガイダンス! 乙女の祈り編（ビー・エヌ・エヌ新社、2011年12月31日初版第1刷発行）ISBN 978-4-86100-804-7
  - イラスト・解説：カズキヨネ、東夕陽、フカヒレ、桐矢隆、玄吾朗

## イラスト
- 月刊コミックブレイドアヴァルス 表紙（2008年 - 2010年、マッグガーデン）
- TVアニメ 僕は友達が少ないNEXT（第5話エンドカード）
- TVアニメ 胡蝶綺 〜若き信長〜（第11話エンドカード）